# Clusia caudata
Clusia caudata là một loài thực vật có hoa trong họ Bứa. Loài này được (Planch. & Triana) Pipoly mô tả khoa học đầu tiên năm 1997.